# Minimess
Minimess ist die älteste deutsche Marke für eine Messkupplung, besonders für die Ölhydraulik. Der Markenname hat sich inzwischen zum Gattungsnamen verselbständigt. Sowohl in Deutschland als auch international bezeichnet man umgangssprachlich Messkupplungen als Minimess, und zwar auch dann, wenn es sich bei der Messkupplung nicht um die Marke Minimess der Firma Hydrotechnik GmbH handelt. Die Besonderheit besteht darin, dass sich die Messkupplung unter Druck kuppeln lässt, also im Betrieb des Systems.

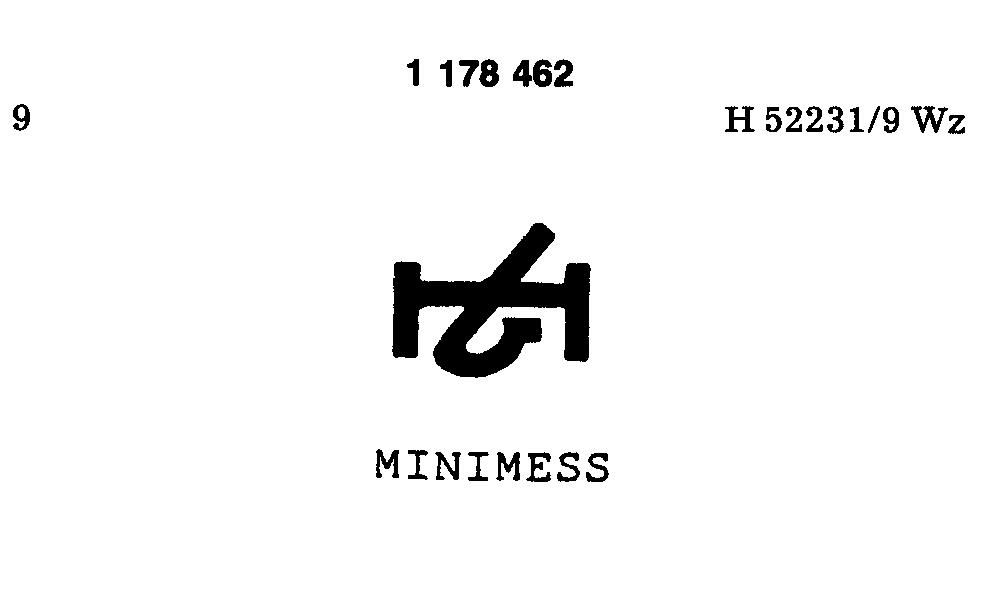
Wort-Bildmarke Minimess

Minimess Messkupplung

## Geschichte der Marke
Mit Erfindung der Messkupplung von Ulrich Baumgarten im Jahr 1964 wurde auch die Marke Minimess ins Leben gerufen. Die ersten Messkupplungen besaßen noch eine metallische Dichtung und ließen sich nicht unter Druck kuppeln. Im Laufe der Zeit fanden Weiterentwicklungen statt, so dass heute eine Standardmesskupplung, die für einen Betriebsdruck von 630 bar (=63 MPa) ausgelegt ist, sich gemäß ISO 15171-2 bis zu einem Betriebsdruck von 400 bar (= 40 MPa) ohne Werkzeug öffnen und schließen lässt. Obwohl sich der Name Minimess bereits damals rasch zum Gattungsnamen herausbildete, sicherte sich die Hydrotechnik GmbH, deren Bestehen sich direkt auf Ulrich Baumgarten zurückführen lässt, die Rechte der Wort-Bildmarke erst 1984 mit der Patentierung eines neuen leckagefreien Testpunktes mit Weichabdichtung.